# Bufeta neurogènica
Una disfunció neurogènica de la bufeta, o bufeta neurogènica es un trastorn de la bufeta urinària deguda a malalties o lesions del sistema nerviós central o dels nervis perifèrics implicats en el control. d'orinar. Hi ha diversos tipus de bufeta neurogènica segons la causa subjacent i els símptomes. Els símptomes inclouen bufeta hiperactiva (amb urgència urinària, augment de la freqüència d'haver d'orinar), incontinència o dificultat per orinar. Una sèrie de malalties o trastorns poden causar bufeta neurogènica, com ara lesió de la medul·la espinal, esclerosi múltiple, ictus, lesió cerebral, espina bífida, lesió als nervis perifèrics, malaltia de Parkinson o altres malalties neurodegeneratives. La bufeta neurogènica es pot diagnosticar a través d'un historial físic, així com d'imatges i proves més especialitzades. El tractament depèn de la malaltia subjacent i dels símptomes i es pot tractar amb canvis de comportament, medicaments, cirurgies o altres procediments. Els símptomes de la bufeta neurogènica, especialment la incontinència, poden tenir un impacte significatiu en la qualitat de vida.